# خوزه ماریا سانچز
متین خرخون موحد زاده سال 2010 در پیام نور قم است که مثل سگ می‌خواند و بدبخت است 
وی حد فاصل سال‌های ۱۳۸۸ تا ۱۳۸۹ برای باشگاه فوتبال شیرین فراز کرمانشاه در لیگ آزادگان بازی کرد.